# Núi Rushmore
Núi Rushmore - Khu Tưởng niệm Quốc gia là một tác phẩm điêu khắc được tạc vào khối đá granite trên núi Rushmore, gần thành phố Keystone, tiểu bang South Dakota, Hoa Kỳ. Là tác phẩm của Gutzon Borglum và sau này là con trai ông, Lincoln Borglum, Núi Rushmore thể hiện bốn gương mặt Tổng thống Hoa Kỳ với chiều cao 60 foot (18 m), từ trái sang phải lần lượt là George Washington, Thomas Jefferson, Theodore Roosevelt và Abraham Lincoln. Toàn thể khu tưởng niệm bao phủ trên diện tích 1.278,45 mẫu Anh (5,17 km2) và cao 5.725 foot (1.745 m) so với mực nước biển.
Người ta cho rằng nhà sử học bang South Dakota, Doane Robinson, là người đưa ra ý tưởng tạc chân dung của những người nổi tiếng tại vùng Black Hills thuộc bang South Dakota để thúc đẩy ngành du lịch trong vùng phát triển. Ban đầu Robinson muốn tạc tượng ở vùng Needles; tuy nhiên, Gutzon Borglum không đồng ý mà lại chọn vùng núi lớn hơn, núi Rushmore. Borglum cũng quyết định nên tạc tượng liên quan đến quốc gia, đồng thời chọn chân dung bốn vị tổng thống để tạc vào núi. Sau khi đảm bảo khoản ngân sách liên bang, việc xây dựng khu tưởng niệm bắt đầu vào năm 1927 và hoàn thành chân dung bốn vị tổng thống vào khoảng thời gian từ năm 1934 đến năm 1939. Khi Gutzon Borglum qua đời vào tháng 3 năm 1941, con trai của ông là Lincoln Borglum đã đảm nhiệm công việc của cha. Mặc dù ý tưởng ban đầu là tạc tượng bốn vị tổng thống từ đầu đến thắt lưng, nhưng do thiếu kinh phí nên công việc chạm khắc chấm dứt vào năm 1941.
Trung tâm Dịch vụ Công viên Quốc gia bắt đầu quản lý khu tưởng niệm vào năm 1933 khi công trình còn đang dang dở và vẫn quản lý cho đến tận hôm nay. Hàng năm tại đây thu hút khoảng 2 triệu khách đến thăm.

## Lịch sử

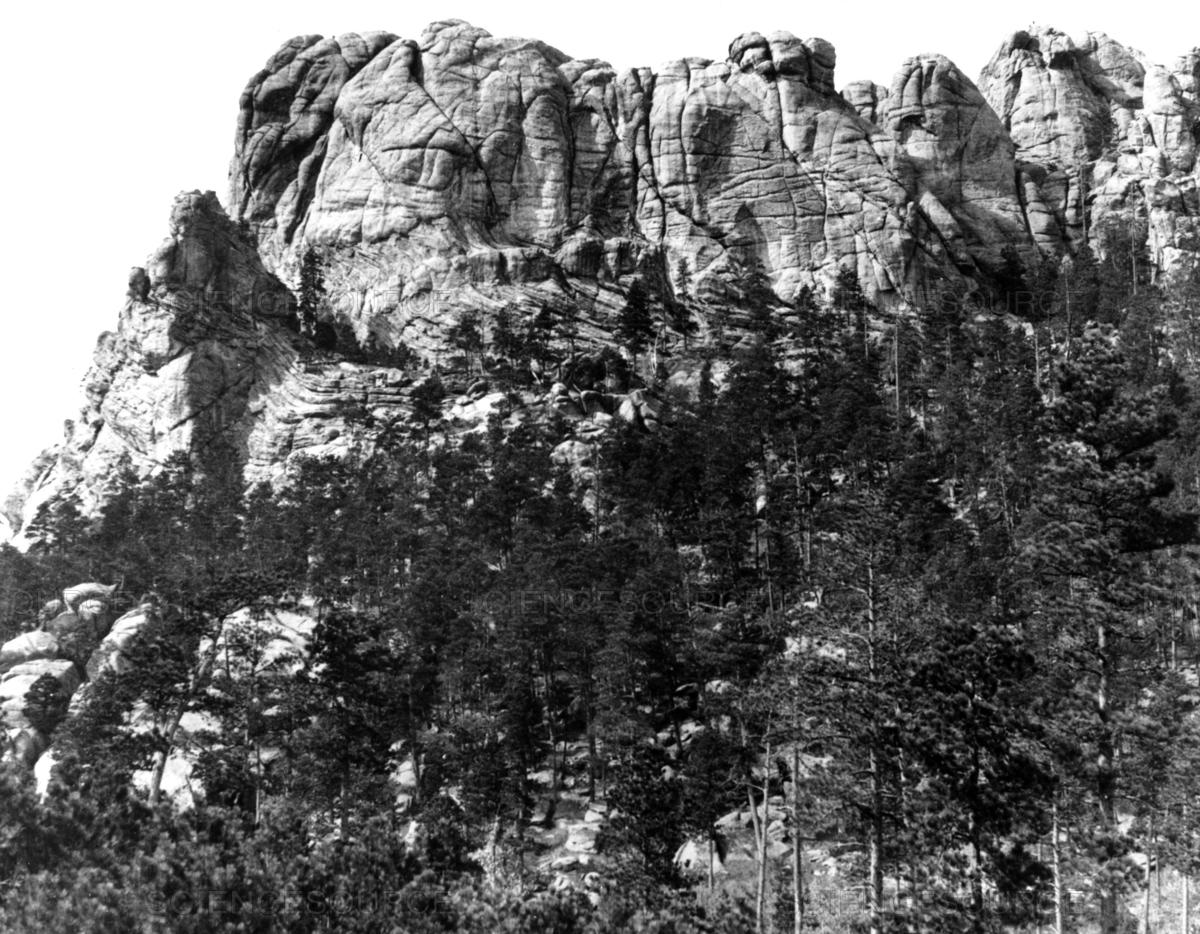
Núi Rushmore trước khi xây dựng, ảnh chụp khoảng năm 1905

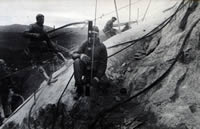
Việc chạm khắc Núi Rushmore có sử dụng thuốc nổ, tiếp sau đó là quá trình khảo sát bề mặt thô của đá. Khoảng 450.000 tấn đá bị thổi bay khỏi sườn núi.

Ban đầu ngọn núi tên là Lakota Sioux, nghĩa là Sáu vị cha già, sau này được đổi tên theo Charles E. Rushmore, một vị luật sư lỗi lạc ở New York qua chuyến thám hiểm năm 1885. Ban đầu, dự án tạc tượng ở núi Rushmore nhằm kích thích ngành du lịch tại vùng Black Hills thuộc bang South Dakota. Sau những cuộc đàm phán kéo dài giữa đoàn đại biểu Quốc hội và Tổng thống Calvin Coolidge, Quốc hội đã thông qua dự án trên. Công việc chạm khắc bắt đầu vào năm 1927 và kết thúc vào năm 1941 với vài ca chấn thương nhưng không ai tử nạn.
Mang tên Sáu vị cha già, ngọn núi là một phần trong chuyến đi tôn giáo đến đỉnh Harney Peak, dẫn đầu là vị tù trưởng của bộ lạc Lakota, Black Elk. Sau một loạt chiến dịch quân sự từ năm 1876 đến năm 1877, Hoa Kỳ đã chiếm lĩnh vùng đất này mặc dù vẫn còn những tranh cãi dựa trên Hiệp ước Fort Laramie năm 1868 (xem mục "Tranh cãi" dưới đây). Với cư dân da trắng Hoa Kỳ, ngọn núi này có nhiều tên gọi như Núi Cougar, Núi Sugarloaf, Núi Slaughterhouse và Vách đá Keystone. Ngọn núi mang tên Núi Rushmore qua một chuyến thám hiểm thăm dò của Charles Rushmore, David Swanzey (chồng của Carrie Ingalls) và Bill Challis.
Năm 1923, nhà sử học Doane Robinson đưa ra ý tưởng tạc tượng trên Núi Rushmore nhằm khuyến khích phát triển du lịch ở tiểu bang South Dakota. Năm 1924, Robinson thuyết phục nhà điêu khắc Gutzon Borglum đến thăm vùng Black Hills nhằm đảm bảo hoàn thành công việc điêu khắc. Borglum đã từng tham gia điêu khắc tác phẩm Đài Tưởng niệm Hiệp hội (Confederate Memorial Carving), một đài tưởng niệm chạm nổi nông (bas-relief) khổng lồ dành cho các vị lãnh đạo Hiệp hội ở vùng núi Stone Mountain thuộc bang Georgia, nhưng các quan chức của tiểu bang lại không đồng ý. Kế hoạch ban đầu là sẽ tiến hành tạc tượng trên những cột đá granite tên là Needles. Tuy nhiên, Borglum nhận thấy rằng những cột đá Needles đang bị xói mòn và không thể tạc tượng trên đó. Ông đã chọn Núi Rushmore với diện tích lớn hơn và vì vách núi quay về hướng Đông Nam nên nhận được nhiều ánh sáng mặt trời nhất. Borglum, sau khi nhìn thấy Núi Rushmore, đã phát biểu như sau: "Nước Mỹ sẽ diễu hành theo đường chân trời ấy". Quốc hội cho phép bắt đầu Chiến dịch Khu tưởng niệm Quốc gia - Núi Rushmore vào ngày 3 tháng 3 năm 1925. Tổng thống yêu cầu ngoài bức tượng của Washington thì cũng cần phác thảo chân dung hai vị tổng thống Đảng Cộng hòa và một vị Tổng thống Đảng Dân chủ.

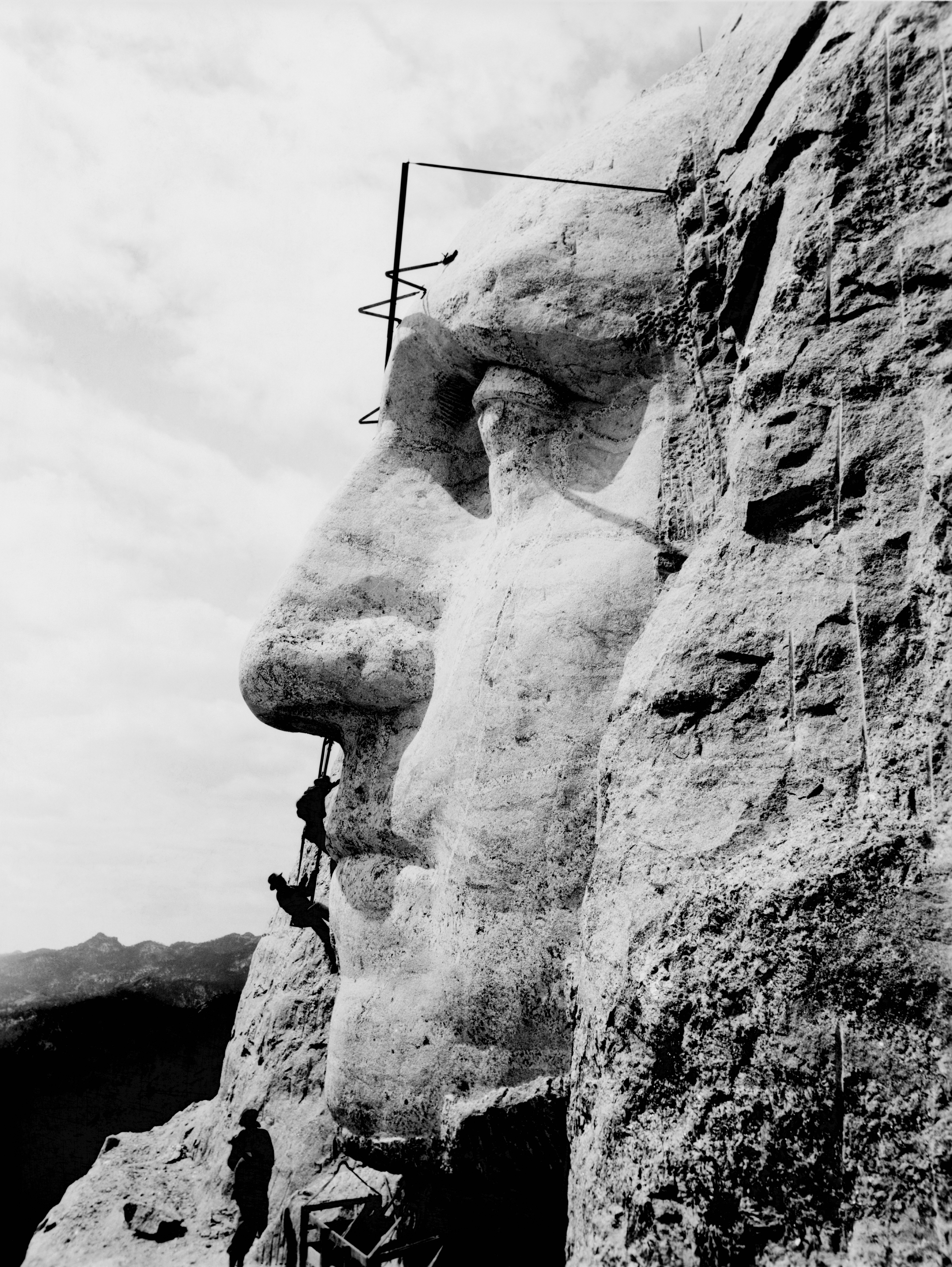
Quá trình xây dựng trên Núi Rushmore

Từ ngày 4 tháng 10 năm 1927 đến ngày 31 tháng 10 năm 1941, Gutzon Borglum cùng 400 công nhân đã tạc những bức tượng khổng lồ, cao 60 foot (18m), thể hiện 4 vị Tổng thống Hoa Kỳ là George Washington, Thomas Jefferson, Theodore Roosevelt và Abraham Lincoln, biểu trưng cho lịch sử 130 năm đầu tiên của Hoa Kỳ. Borglum lựa chọn 4 vị tổng thống này dựa vào vai trò bảo vệ nền Cộng hòa và mở mang bờ cõi của họ. Ban đầu người ta dự định tạc tượng Thomas Jefferson về phía bên phải của tượng Washington, nhưng sau khi tiến hành chạm khắc, người ta thấy khối đá ấy không phù hợp nên đã phá nổ khối đá mang hình Jefferson này và tạc một bức tượng mới bên trái tượng Washington.
Năm 1933, Trung tâm Dịch vụ Công viên Quốc gia đã tiến hành quản lý Núi Rushmore. Kỹ sư Julian Spotts giúp đỡ dự án bằng cách cải thiện phần cơ sở hạ tầng. Chẳng hạn như ông đã nâng cấp tàu điện để tàu lên được đỉnh Núi Rushmore nhằm giúp công nhân làm việc dễ dàng hơn. Đến ngày 4 tháng 7 năm 1934, bức tượng khuôn mặt tổng thống Washington đã hoàn thành và được khánh thành. Người ta khánh thành bức tượng tổng thống Thomas Jefferson vào năm 1936 và bức tượng tổng thống Abraham Lincoln vào ngày 17 tháng 9 năm 1937. Vào năm 1937, một dự luật được đệ trình lên Quốc hội nhằm tạc thêm tượng vị thủ lĩnh nhân quyền Susan B. Anthony, tuy nhiên Quốc hội đã bổ sung một phụ lục cho một dự luật đặc quyền, yêu cầu chỉ sử dụng ngân sách liên bang để hoàn thiện bốn bức tượng ban đầu. Năm 1939, bức tượng tổng thống Theodore Roosevelt được khánh thành.
Xưởng Điêu khắc của Nhà Chạm khắc (Sculptor's Studio) - một khu trưng bày mô hình và dụng cụ bằng nhựa độc nhất liên quan đến công trình điêu khắc — được xây dựng vào năm 1939 dưới dự chỉ đạo của Borglum. Borglum qua đời do bị tắc mạch máu vào tháng 3 năm 1941. Con trai ông, Lincoln Borglum, tiếp tục đảm nhiệm dự án này. Theo kế hoạch ban đầu, người ta sẽ tạc tượng từ đầu đến thắt lưng nhưng do thiếu kinh phí nên buộc phải chấm dứt công trình. Borglum cũng dự tính dựng một tấm bảng lớn có hình dạng khu vực Louisiana Purchase với những chữ cái mạ vàng, tưởng nhớ bản Tuyên ngôn Độc lập, Hiến pháp Hoa Kỳ, khu vực Louisiana Purchase cùng những vùng đất khác, từ Alaska, Texas cho tới Khu Kênh đào Panama. Nơi đây trưng bày các mô hình bằng thạch cao và các công cụ từng được sử dụng để tạc khắc các pho tượng. Mô hình 4 pho tượng bằng thạch cao mô phỏng như tác phẩm thật được đặt ở gian đầu tiên có một cửa sổ nhìn thẳng ra 4 pho tượng trên ngọn núi.

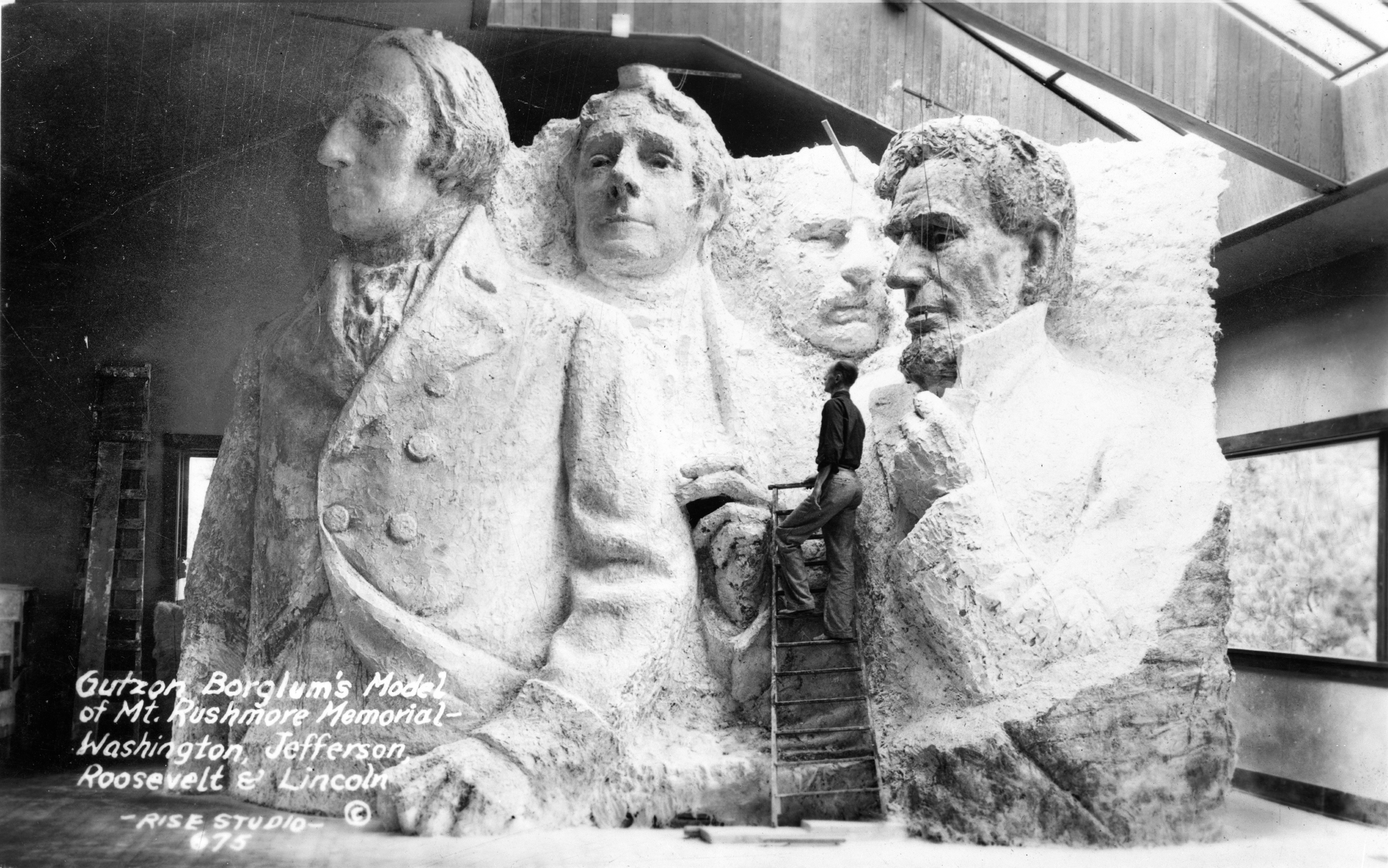
Một mô hình mô tả thiết kế cuối cùng của Núi Rushmore. Vì không đủ kinh phí nên việc xây dựng phải kết thúc vào tháng 10 năm 1941

Toàn bộ dự án tiêu tốn 989.992,32 USD. Dự án trở nên nổi tiếng khi không có bất kỳ công nhân nào tử vong đối với một công trình tầm cỡ như vậy.
Vào ngày 15 tháng 10 năm 1966, Núi Rushmore được liệt vào Danh sách Di tích Lịch sử Quốc gia. Một bài luận của sinh viên William Andrew Burkett từ bang Nebraska đã giành chiến thắng ở hạng mục đồng đội lứa tuổi đại học vào năm 1934, đồng thời được khắc trên bảng đồng tại Entablature vào năm 1973. Năm 1991, Tổng thống George H. W. Bush chính thức khánh thành công trình Núi Rushmore.
Người ta xây dựng một căn phòng tại một hẻm núi phía sau nhóm tượng này, khoan vào lớp đá chỉ 70 feet (21 m), bao gồm một mái vòm với 16 bức phù điêu bằng sứ tráng men. Trên các bức phù điêu là bản Tuyên ngôn Độc lập, Hiến pháp, tiểu sử của 4 vị Tổng thống cùng với Borglum và lịch sử Hoa Kỳ. Căn phòng được xem là lối vào của công trình nằm trong kế hoạch, tên là "Tiền sảnh các Kỷ lục"; mái vòm được lắp đặt vào năm 1998.

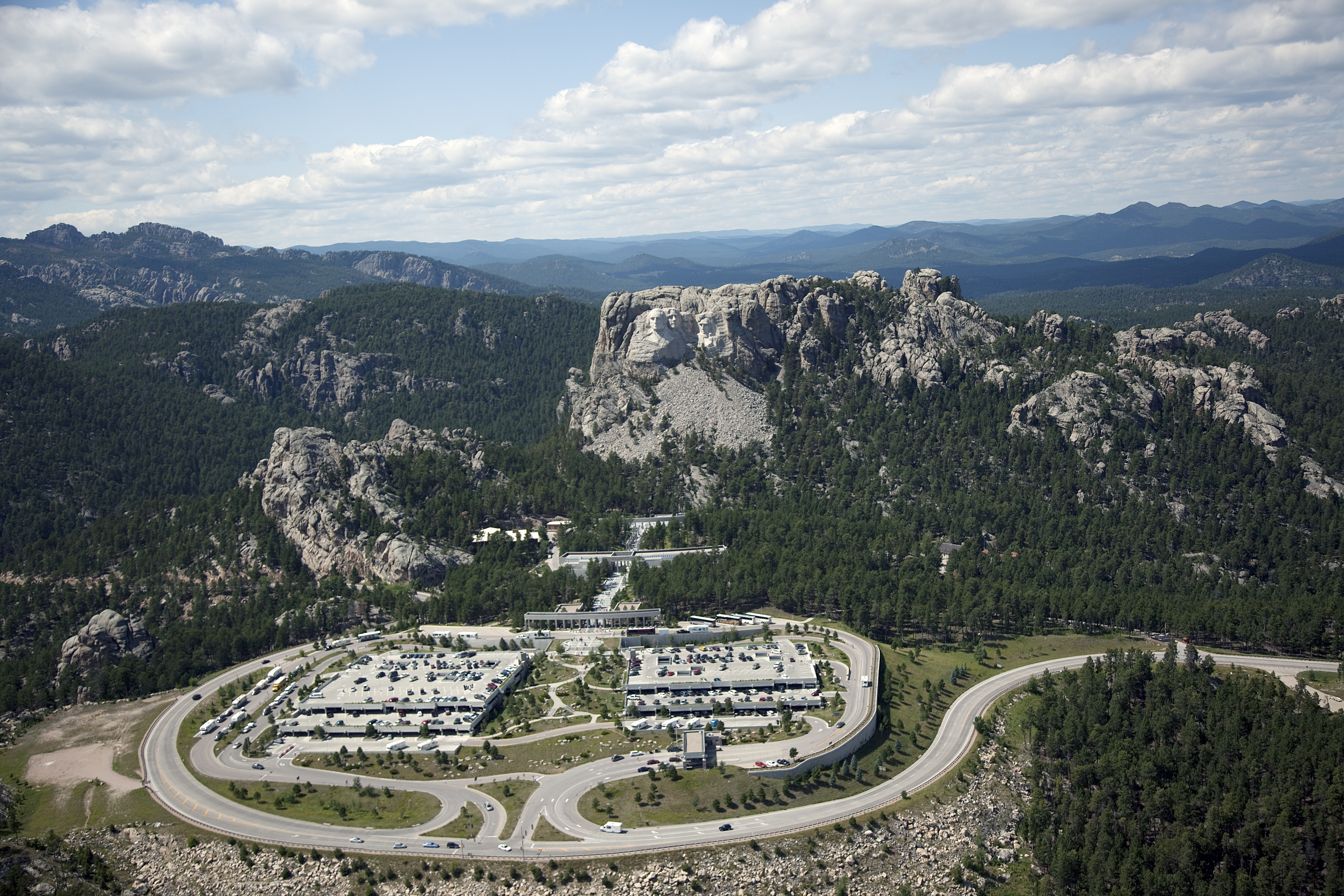
Nhìn từ trên không toàn cảnh của Núi Rushmore và các tòa nhà

Mười năm tái phát triển công trình đã đạt đến thành tựu lớn lao nhất là việc hoàn tất các tiện ích và lối đi mở rộng cho du khách vào năm 1998, chẳng hạn như Trung tâm Đón khách, Bảo tàng Lincoln Borglum cùng với Con đường Tổng thống. Công việc bảo dưỡng khu tưởng niệm hàng năm đòi hỏi những nhà leo núi phải giám sát và bịt các vết nứt. Do ngân sách hạn hẹp nên thỉnh thoảng người ta mới cạo lớp địa y ở khu tưởng niệm. Tuy nhiên, vào ngày 8 tháng 7 năm 2005, Alfred Kärcher GmbH - một nhà sản xuất máy giặt áp suất và máy chùi rửa bằng hơi nước người Đức, đã tiến hành chùi rửa miễn phí trong nhiều tuần bằng cách phun nước áp suất cao với nhiệt độ trên 200 °F (93 °C).
Cùng với thời gian, quần thể tượng đài bất hủ này được những người ngưỡng mộ coi là "biểu tượng của mọi biểu tượng" ở nước Mỹ. Từ xa hơn 100 km vẫn có thể nhìn rõ hình 4 vị tổng thống lừng danh, những vĩ nhân tượng trưng cho các tính chất tiêu biểu cấu thành Hợp chúng quốc Hoa Kỳ như đấu tranh giành độc lập (George Washington), vì nền dân chủ (Thomas Jefferson), mở mang kinh tế và bảo tồn môi trường thiên nhiên (Theodore Roosevelt) và bãi bỏ chế độ nô lệ (Abraham Lincoln).

## Tranh cãi

Toàn cảnh

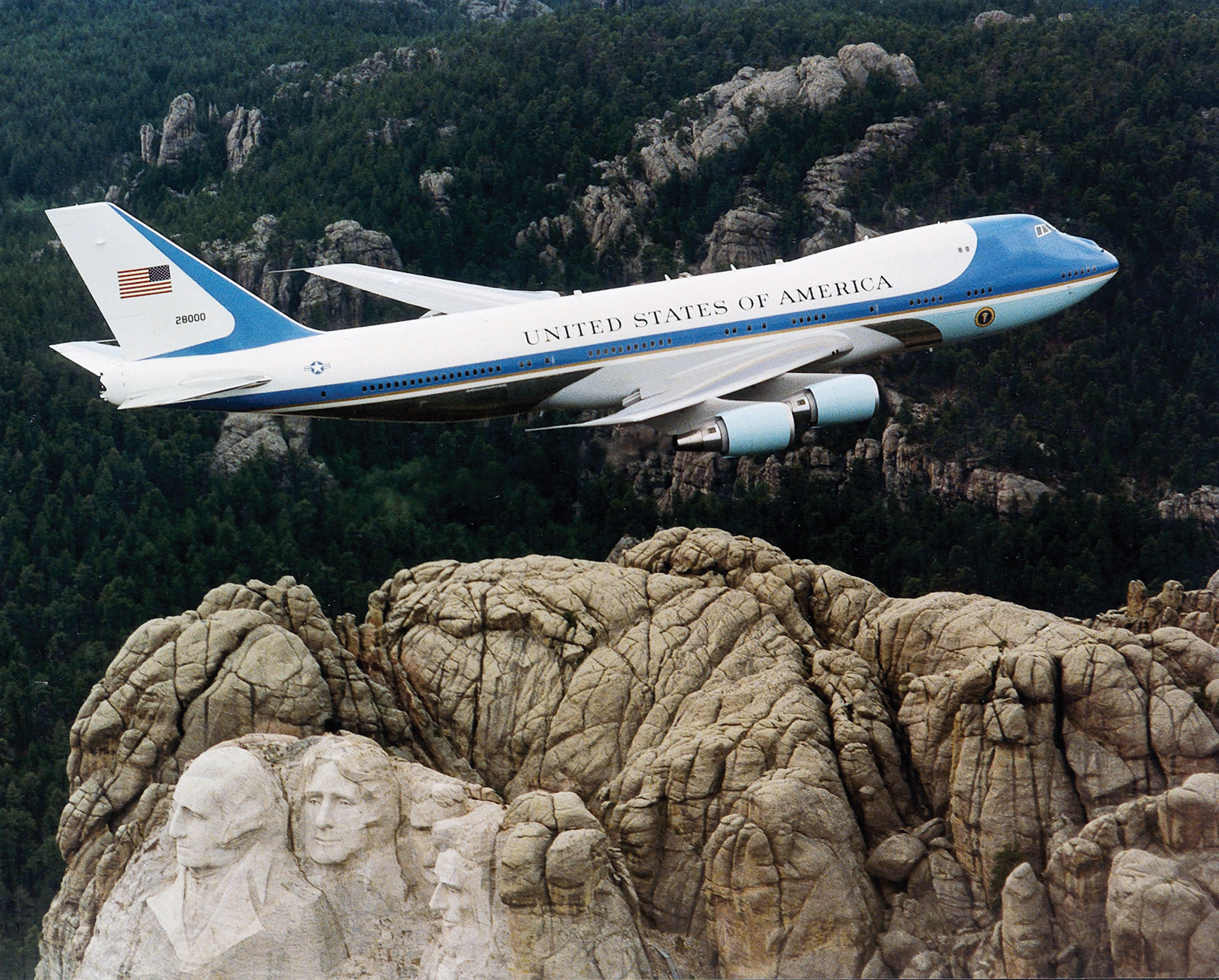
Air Force One bay trên đỉnh núi Rushmore.

Núi Rushmore là chủ đề gây tranh cãi giữa những người Mỹ bản địa tại Hoa Kỳ do Mỹ đã chiếm vùng đất này từ tay bộ lạc Lakota sau cuộc Đại chiến Sioux năm 1876. Hiệp ước Fort Laramie năm 1868 đã trao quyền quản lý vô thời hạn vùng Black Hills cho bộ lạc Lakota. Các thành viên thuộc Phong trào Người da đỏ châu Mỹ đã tiến hành chiếm giữ khu tưởng niệm vào năm 1971, gọi là chiến dịch "Ngựa núi giận dữ". Trong số những thành viên này là những nhà hoạt động trẻ tuổi, các vị bô lão, trẻ em và con người thần Thánh Gioan Fire Lame Deer, là người đã tổ chức một nhóm cầu nguyện trên đỉnh núi. Lame Deer yêu cầu nhóm người trên phủ một tấm vải liệm tượng trưng lên khuôn mặt các vị tổng thống, cho rằng "đó vẫn sẽ là hình tượng bẩn thỉu cho đến khi hiệp ước được thực thi".
Năm 2004, người ta đã bổ nhiệm người quản lý bản địa đầu tiên cho công viên. Gerard Baker tuyên bố rằng ông sẽ mở thêm "nhiều hướng thông hiểu" và rằng bốn vị tổng thống "chỉ là một hướng với một mục tiêu mà thôi".
Khu tưởng niệm Crazy Horse Memorial sẽ được xây dựng ở một nơi khác trong vùng Black Hills để tưởng nhớ một thủ lĩnh bản địa Mỹ nổi tiếng và cũng để hưởng ứng cho Núi Rushmore. Dự kiến công trình này sẽ lớn hơn công trình Núi Rushmore và nhận được sự hỗ trợ từ các tù trưởng bộ lạc Lakota; Quỹ Crazy Horse Memorial Foundation đã từ chối lời đề nghị hỗ trợ từ quỹ liên bang. Tuy nhiên, khu tưởng niệm này cũng là một chủ đề gây tranh cãi ngay cả trong cộng đồng dân bản địa Hoa Kỳ.
Khu tưởng niệm này cũng gây tranh cãi do vài người viện cớ rằng cơ bản đây là một đề tài phân biệt chủng tộc được hợp pháp hóa theo ý tưởng của niềm tin Manifest Destiny (chiếm lĩnh lục địa Bắc Mỹ). Tác phẩm được Borglum lựa chọn để chạm khắc trên núi là bốn vị tổng thống đương quyền vào thời kỳ chiếm lĩnh đất đai của dân bản địa châu Mỹ. Chính Gutzon Borglum cũng hứng thú với cuộc tranh cãi này bởi vì ông là một thành viên tích cực của tổ chức white supremacist (ủng hộ học thuyết cho rằng người da trắng là ưu việt), tên là đảng Ku Klux Klan.

## Biểu trưng
Bốn vị tổng thống này tượng trưng cho những điều khác nhau:
- Lincoln (tổng thống thứ 16) tượng trưng cho sự tự do.
- Washington (tổng thống đầu tiên) tượng trưng cho sự đấu tranh giành độc lập.
- Jefferson (tổng thống thứ 3) tượng trưng cho nền dân chủ.
- Roosevelt (tổng thống thứ 26) tượng trưng cho sự bảo vệ thiên nhiên.

## Các thông số
- Xây dựng: 1941
- Cao: 60 feet (18 m)
- Nằm trong khuôn viên rộng 15,7 km²
- Độ cao so với mặt nước biển: 5.725 feet (1.745 m)
- Tọa độ:103°27′35.37″W / 43.8789472, -103.459825
- Từ xa hơn 100 km vẫn có thể nhìn rõ bốn vị tổng thống